# 1877

## Esdeveniments
Països Catalans
- 10 de gener, Espanya: s'hi estableix el servei militar obligatori dels jóvens (quatre anys de servei actiu i quatre a la reserva).[1]
- 4 de març, Washington DC (EUA): Emile Berliner hi inventa el micròfon.
- 14 d'abril, Sabadell, província de Barcelona: Sabadell rep el títol de ciutat.
- 16 de desembre, Barcelona: primera comunicació telefònica dels Països Catalans i d'Espanya.[2]
- 17 de desembre, Figueres (Alt Empordà): S'inaugura l'arribada del ferrocarril a Figueres per part de la Companyia dels Ferrocarrils de Tarragona a Barcelona i França
- Es funda Caixa d'Estalvis de Vilanova
- La Colla Vella dels Xiquets de Valls descarrega per primer cop a la història el 2 de 7 aixecat per sota durant la Festa Major de Tarragona.

Resta del món
- Teatre Bolxoi, Moscou: S'estrena el ballet de Txaikovski El llac dels cignes.
- Crisi institucional a la Tercera República Francesa.
- Publicació de L'Assommoir d'Émile Zola i d'Anna Karènina de Tolstoi.
- Gran vaga del ferrocarril als Estats Units

## Naixements
Països Catalans
- 11 d’abril - Mieras: Wenceslau Dutrem i Solanich farmacèutic, químic i anarquista català. (m. 1957)
- 30 d'abril - Barcelona: Manuel de Montoliu i de Togores, crític i historiador de la literatura (m. 1961).[3]
- 10 de maig - Barcelona: Paulí Castells i Vidal, enginyer industrial i matemàtic català (m. 1956?).[4]
- 16 de juliol - Roses: Pere Rahola i Molinas, polític i advocat català.
- 10 de setembre - Sueca, Ribera Baixa: Nicolau-Primitiu Gómez i Serrano, historiador i empresari valencià (m. 1971).
- 8 d'octubre - Alacant: Luis Foglietti Alberola, compositor de sarsuela (m. 1918).
- 31 d'octubre - Lleida: Francesca Fontova i Rosell, metgessa catalana, la primera de la província de Lleida (m. 1961).[5]
- 11 de desembre - Vic: Antònia Bardolet i Boix, escriptora i feminista catalana (m. 1956).
- Badalona: Àngel Carbonell i Pera, clergue i escriptor.
- Igualada: Encarnació Gómez i Montaner, pintora i aquarel·lista catalana.[6]

Resta del món
- 26 de gener, Delfshaven, Països Baixos: Kees van Dongen, pintor neerlandès.
- 3 de febrer, Boston, Anglaterra: Janet Lane-Claypon, metgessa anglesa, una de les fundadores de la ciència de l'epidemiologia (m. 1967).[7]
- 17 de febrer, Suïssa: Isabelle Eberhardt, jove escriptora que adoptà la vida nòmada de les tribus beduïnes, a finals del S. XIX (m. 1904)[8]
- 19 de febrer, Berlín, Alemanya: Gabriele Münter, pintora alemanya del moviment expressionista alemany (m. 1962).[9]
- 15 d'abril, Thurso, Escòcia: William David Ross KBE, filòsof (m. 1971).
- 30 d'abril, San Francisco: Alice B. Toklas, escriptora membre de l'avantguarda al París del segle xx (m. 1967).[10]
- 26 de maig, San Francisco: Isadora Duncan, ballarina i coreògrafa estatunidenca, creadora de la dansa moderna (m. 1927).[11]
- 23 d'abril - San Francisco (EUA): Liao Zhongkai (xinès simplificat: 廖仲恺)) polític i financer xinès. Va ser un dels fundadors del la Tongmenghui i líder destacat del Guomintang (m. 1925).[12]
- 4 de juny, Pforzheim, Baden Württemberg, Alemanya: Heinrich Otto Wieland, químic alemany, Premi Nobel de Química de 1927 (m. 1957).[13]
- 5 de juny, Viveiro: Manuela Barreiro Pico, primera llicenciada a la Universitat de Santiago i primera farmacèutica de Galícia (m. 1953).[14]
- 7 de juny, Widnes, Anglaterra: Charles Glover Barkla, físic anglès, premi Nobel de Física el 1917 (m. 1944).[15]
- 11 de juny, Londres, Anglaterra: Renée Vivien, poeta britànica que va escriure les seves obres en francès (m. 1909).[16]
- 14 de juny, París: Jeanne-Marie Berthier, de nom artístic Jane Bathori, soprano francesa (m. 1970).[17]
- 7 de juny, Widnes, Cheshire, Anglaterra: Charles Glover Barkla, físic anglès, Premi Nobel de Física de l'any 1917 (m. 1944).[18]
- 2 de juliol, Calw, Imperi Alemany: Hermann Hesse, escriptor i filòsof suís, Premi Nobel de Literatura l'any 1946. (m. 1962).[19]
- 6 de juliol, Priego de Córdoba, província de Còrdova, Espanya: Niceto Alcalá-Zamora, primer president de la II República espanyola (m. 1949).[20]
- 22 de juliol, Vicenza (Itàlia): Giovanni Giorgio Trissino, també anomenat Gian Giorgio Trissino, genet italiàque va prendre part en els Jocs Olímpics de París de 1900 (m. 1963).[21]
- 1 de setembre, Birmingham, Anglaterra: Francis William Aston, físic i químic anglès, Premi Nobel de Química de 1922 (m. 1945).[22]
- 2 de setembre, Eastbourne (Anglaterra): Frederick Soddy, químic anglès, Premi Nobel de Literatura de 1921 (m. 1956).[23]
- 11 de setembre - Budapest: Rózsa Schwimmer, pacifista i feminista hongaresa (m. 1948).[24]
- 13 de setembre, Amsterdam: Elisabeth Kuyper, compositora romàntica i directora d'orquestra neerlandesa (m. 1953).[25]
- 26 de setembre - Nyon (Suïssa): Alfred Cortot, pianista, pedagog i director d'orquestra suís.
- 4 d'octubre - Fontainebleau: Henriette Nigrin, modista i artista en arts tèxtils francesa, creadora del vestit Delphos (m. 1965).[26]
- 30 d'octubre, Perusaː Luisa Spagnoli, empresària italiana (m. 1935).[27]
- 3 de novembre - Linares (Xile): Carlos Ibáñez del Campo militar, polític i dictador xilè. Va ser President de la República en dues ocasions: de 1927 a 1931 i de 1952 a 1958 (m. 1960).[20]
- 22 de novembre - Érmindszent, Àustria-Hongria: Endre Ady, poeta hongarès (m. 1919).[28]
- 30 de novembre - Buenos Aires, Argentina: Miguel Andrés Camino, conegut com a Milon E. Mújica, periodista i poeta argentí (m. 1944).[29]
- 13 de desembre - Saint-Chamond, França: Edmond Locard, criminòleg i metge forense.
- 15 de desembre - Almacaveː Emília de Sousa Costa, escriptora i feminista portuguesa.[30]

## Necrològiques
Països Catalans
- 21 de maig - Reus, Baix Camp: Pere Mata i Fontanet, metge català (n. 1811).[31]
- 1 d'octubre - la Garriga: Isabel de Villamartín i Thomas, poeta i dramaturga catalana de la Renaixença (n. 1837).[32]

Resta del món
- 14 de març - Buenos Aires (Argentina): Juan Manuel de Rosas, militar i polític argentí (n. 1793).[33]

- 7 d'abril - Sevilla: Cecilia Böhl de Faber y Larrea, Fernán Caballero, novel·lista d'origen suís establerta a Espanya.[34]
- 24 de maig -Wentworth, Virginia Water, Surrey, Regne Unit: Ramon Cabrera i Grinyó, militar carlí (n. 1806).[35]
- 3 de setembre - Saint Germain de Laye (França): Adolphe Thiers, advocat, president de la República Francesa (1871-1873) (n. 1797)
- 5 de setembre - Fort Robinson (Nebraska, EUA): Cavall Boig, cap dels Oglala Sioux, mort per un soldat dels Estats Units d'Amèrica en resistir-se a ser empresonat.
- 17 de setembre - Melbury, Dorset (Anglaterra): William Henry Fox Talbot, inventor anglès, i pioner de la fotografia (n. 1800).[36]
- 24 de setembre - Kagoshima (Japó): Saigō Takamori (西郷隆盛?) samurai i polític japonès,(n. 1828).[37]